# نبرد دریاراه دراباک
نبرد صدای جنگ (انگلیسی: Battle of Drøbak Sound) در 9 آوریل 1940 در دروباک ساند، شمالی‌ترین بخش اسلوفورد بیرونی در جنوب نروژ اتفاق افتاد. این پایان «جنگ تلفنی» و آغاز جنگ جهانی دوم در اروپای غربی بود.